# Laurent Peyrelade
Pour les articles homonymes, voir Peyrelade.
Laurent Peyrelade est un footballeur et entraîneur français né le 7 avril 1970 à Limoges (Haute-Vienne), qui évoluait au poste d'attaquant. Il est aujourd'hui principalement connu pour avoir été l'entraîneur de l’équipe de Ligue 2 du Rodez Aveyron Football pendant 7 ans.

## Biographie
Laurent Peyrelade commence sa carrière professionnelle sur le tard à 25 ans au FC Nantes Atlantique lors de la saison 95/96, il participe même à la ligue des champions au côté de Nicolas Ouédec et Japhet N'doram en effectuant quelques rentrées notamment contre le Aalborg BK ou le Panathinaïkós.
Non conservé à l'issue de la saison il pose ses valises au Mans en deuxième division où il sera décisif en attaque avec Dagui Bakari, le club terminant 6e du championnat à quelques points du troisième et donc d'une montée.
Contacté par le LOSC qui vient de descendre, il décide de rejoindre le nord. Il marquera 29 buts lors des trois saisons du club nordiste en deuxième division. La saison 2000/01 restera une saison historique, le club à peine promu se qualifiera pour le tour préliminaire de la ligue des champions et Laurent Peyrelade finira meilleur buteur du club avec sept buts dont un beau but de la tête contre les Girondins de Bordeaux.
À la fin de la saison, Vahid Halilhodzic lui ayant signifié qu'il ne comptait pas sur lui pour jouer cette première coupe d’Europe du club, il choisit de partir pour Sedan. Lors de cette saison 2001-2002 il marqua 3 buts en championnat et joua un tour de Coupe de l'UEFA.
N'ayant que peu joué sous les couleurs ardennaises, les dirigeants du club choisissent de le prêter au Mans UC pour un retour dans le club qui avait vraiment lancé sa carrière professionnelle. Le club fait une saison exceptionnelle et monte en première division pour la première fois de son histoire.
A l'issue de la saison le club ardennais le transfère définitivement au club sarthois. Malgré une bonne saison de Laurent Peyrelade et de l'ensemble de l'équipe, le club finit 19e et est donc de retour en deuxième division.
En 2005 il arrête sa carrière de footballeur après s'être gravement blessé contre le Stade brestois 29 dans le championnat de France de Ligue 2. En juillet 2006, il obtient le BEES 2e degré.
Après avoir entraîné des équipes de jeunes du club du Mans, il est promu adjoint de Arnaud Cormier, le 9 décembre 2009, à la suite du licenciement de Paulo Duarte.
Fin mai 2015, il devient entraîneur de Rodez Aveyron Football. Le jeudi 11 avril 2019, une victoire contre Boulogne 3-1 fait monter le club officiellement en Ligue 2. Le 8 novembre 2022, après 7 ans en tant qu’entraîneur sur le banc Ruthénois, il est démis de ses fonctions.
Fort de ses expériences de montée avec Rodez du National 2 à la Ligue 2, il est nommé à la tête de l'équipe première du FC Versailles en juillet 2023, y paraphant un contrat de 2 ans. Le 9 novembre 2023, après seulement 4 mois sur le banc versaillais, il est écarté de son poste d’entraîneur en raison de mauvais résultats. Le coach de 53 ans quitte les Yvelines sur un bilan compliqué de seulement 3 victoires en 12 matchs de championnat, synonyme d’une 12e place, un point seulement devant le Goal FC, premier relégable, et une élimination précoce de la Coupe de France au sixième tour face au FC Fleury 91.
Le 14 mars 2024, il est nommé entraîneur du Grenoble Foot 38, alors 7e de Ligue 2. Il dirige son premier match face à Rodez (29e journée, défaite 3-1).

## Statistiques
| Saison                | Club                  | Championnat           | Championnat | Championnat | Coupe nationale | Coupe nationale | Coupe de la Ligue | Coupe de la Ligue | Supercoupe | Supercoupe | Compétition(s) continentale(s) | Compétition(s) continentale(s) | Compétition(s) continentale(s) | Total | Total |
| Saison                | Club                  | Division              | M.          | B.          | M.              | B.              | M.                | B.                | M.         | B.         | Comp.                          | M.                             | B.                             | M.    | B.    |
| 1995-1996             | FC Nantes Atlantique  | Division 1            | 21          | 1           | 2               | 1               | 2                 | 1                 | 1          | 0          | C1                             | 4                              | 0                              | 30    | 3     |
| 1996-1997             | Le Mans UC 72         | Division 2            | 35          | 11          | -               | -               | 2                 | 2                 | -          | -          | -                              | -                              | -                              | 37    | 13    |
| 1997-1998             | Lille OSC             | Division 2            | 28          | 7           | -               | -               | -                 | -                 | -          | -          | -                              | -                              | -                              | 28    | 7     |
| 1998-1999             | Lille OSC             | Division 2            | 35          | 15          | 3               | 0               | 1                 | 0                 | -          | -          | -                              | -                              | -                              | 39    | 15    |
| 1999-2000             | Lille OSC             | Division 2            | 38          | 7           | 1               | 1               | 1                 | 0                 | -          | -          | -                              | -                              | -                              | 40    | 8     |
| 2000-2001             | Lille OSC             | Division 1            | 25          | 7           | -               | -               | -                 | -                 | -          | -          | -                              | -                              | -                              | 25    | 7     |
| 2001-2002             | CS Sedan Ardennes     | Division 1            | 20          | 3           | -               | -               | 1                 | 0                 | -          | -          | C3                             | 2                              | 0                              | 23    | 3     |
| 2002-2003             | Le Mans UC 72         | Ligue 2               | 36          | 5           | 2               | 2               | 2                 | 0                 | -          | -          | -                              | -                              | -                              | 40    | 7     |
| 2003-2004             | Le Mans UC 72         | Ligue 1               | 35          | 5           | -               | -               | 3                 | 2                 | -          | -          | -                              | -                              | -                              | 38    | 7     |
| 2004-2005             | Le Mans UC 72         | Ligue 2               | 20          | 4           | 1               | 0               | 1                 | 0                 | -          | -          | -                              | -                              | -                              | 22    | 4     |
| Total sur la carrière | Total sur la carrière | Total sur la carrière | 293         | 65          | 9               | 4               | 13                | 5                 | 1          | 0          | -                              | 6                              | 0                              | 322   | 74    |

## Palmarès
- Champion de France de Division 2 en 2000 avec le LOSC

## Repères
- Club formateur : Limoges Landouge Foot
- Premier match en D1 : Nantes-Nice 1-0 le 19 août 1995 (entre en jeu à la place de Reynald Pedros à la 76e minute)
- Il inscrit 37 buts avec le LOSC entre 1997 et 2001, et effectue 20 passes décisives.